# Leichtathletik-Südamerikameisterschaften 1927
Die V. Leichtathletik-Südamerikameisterschaften fanden vom 14. bis zum 19. April in Santiago de Chile im Campos de Sports de Ñuñoa ausgetragen. Die Mannschaftswertung gewann das chilenische Team mit 77 Punkten vor der Mannschaft Argentiniens mit 66 Punkten und den Uruguayern mit 1 Punkt. Erfolgreichster Athlet war der chilenische Langstreckenläufer Manuel Plaza, der erneut vier Titel gewann und mit nun zwölf Titeln insgesamt weiterhin erfolgreichster Athlet war.

## Männerwettbewerbe

### 100-Meter-Lauf
| Platz | Athlet         | Land | Zeit (s) |
| ----- | -------------- | ---- | -------- |
| 1     | Juan Piña      | ARG  | 10,8     |
| 2     | Rodolfo Wagner | CHI  |          |
| 3     | Alex Hannig    | CHI  |          |

Finale: 15. April

### 200-Meter-Lauf
| Platz | Athlet         | Land | Zeit (s) |
| ----- | -------------- | ---- | -------- |
| 1     | Juan Piña      | ARG  | 22,0     |
| 2     | Rodolfo Wagner | CHI  |          |
| 3     | Alex Hannig    | CHI  |          |

Finale: 17. April

### 400-Meter-Lauf
| Platz | Athlet               | Land | Zeit (s) |
| ----- | -------------------- | ---- | -------- |
| 1     | Ángel Prada          | ARG  | 50,0     |
| 2     | Roberto Genta        | ARG  |          |
| 3     | José Vicente Salinas | CHI  |          |

Finale: 14. April

### 800-Meter-Lauf
| Platz | Athlet           | Land | Zeit (min) |
| ----- | ---------------- | ---- | ---------- |
| 1     | Serafín Dengra   | ARG  | 1:58,2     |
| 2     | Leopoldo Ledesma | ARG  | 2:00,0     |
| 3     | Guillermo Godoy  | CHI  |            |

Finale: 17. April

### 1500-Meter-Lauf
| Platz | Athlet           | Land | Zeit (min) |
| ----- | ---------------- | ---- | ---------- |
| 1     | Leopoldo Ledesma | ARG  | 4:10,2     |
| 2     | Luis Suárez      | ARG  |            |
| 3     | Víctor Moreno    | CHI  |            |

Finale: 14. April

### 5000-Meter-Lauf
| Platz | Athlet           | Land | Zeit (min) |
| ----- | ---------------- | ---- | ---------- |
| 1     | Manuel Plaza     | CHI  | 15:36,0    |
| 2     | Belisario Flores | CHI  |            |
| 3     | Pedro Pérez      | CHI  |            |

Finale: 15. April

### 10.000-Meter-Lauf
| Platz | Athlet       | Land | Zeit (min) |
| ----- | ------------ | ---- | ---------- |
| 1     | Manuel Plaza | CHI  | 32:11,2    |
| 2     | Juan Bravo   | CHI  |            |
| 3     | José Ribas   | ARG  |            |

Finale: 14. April

### Crosslauf
| Platz | Athlet            | Land | Zeit (min) |
| ----- | ----------------- | ---- | ---------- |
| 1     | Manuel Plaza      | CHI  |            |
| 2     | Floridas Castillo | CHI  |            |
| 3     | Pedro Arancibia   | CHI  |            |

Finale: 16. April

### 110-Meter-Hürdenlauf
| Platz | Athlet           | Land | Zeit (s) |
| ----- | ---------------- | ---- | -------- |
| 1     | Valerio Vallanía | ARG  | 15,6     |
| 2     | Alfredo Ugarte   | CHI  |          |
| 3     | Héctor Fischer   | CHI  |          |

Finale: 15. April

### 400-Meter-Hürdenlauf
| Platz | Athlet        | Land | Zeit (s) |
| ----- | ------------- | ---- | -------- |
| 1     | Carlos Müller | CHI  | 56,4     |
| 2     | Roberto Genta | ARG  | 56,4     |
| 3     | Humberto Lara | CHI  |          |

Finale: 19. April

### 4-mal-100-Meter-Staffel
| Platz | Land        | Athleten                                               | Zeit (s) |
| ----- | ----------- | ------------------------------------------------------ | -------- |
| 1     | Argentinien | Alberto Barucco Roberto Genta Juan Gagliardi Juan Piña | 42,8     |
| 2     | Chile       |                                                        |          |
| 3     |             |                                                        |          |

Finale: 17. April
Es waren nur zwei Staffeln am Start.

### 4-mal-400-Meter-Staffel
| Platz | Land        | Athleten                                 | Zeit (min) |
| ----- | ----------- | ---------------------------------------- | ---------- |
| 1     | Argentinien | Roberto Genta Ángel Prada Escobar Acosta | 3:24,2     |
| 2     | Chile       |                                          |            |
| 3     |             |                                          |            |

Finale: 15. April
Es waren nur zwei Staffeln am Start.

### 3000-Meter-Mannschaftslauf
| Platz | Land        | Athleten              | Zeit (min) |
| ----- | ----------- | --------------------- | ---------- |
| 1     | Chile       | Manuel Plaza NN       |            |
| 2     | Argentinien | Fernando Cicarelli NN |            |
| 3     |             |                       |            |

Finale: 17. April

### Hochsprung
| Platz | Athlet           | Land | Höhe (m) |
| ----- | ---------------- | ---- | -------- |
| 1     | Valerio Vallanía | ARG  | 1,86     |
| 2     | Carlos Japke     | CHI  | 1,80     |
| 3     | Luis Garay       | CHI  | 1,80     |

Finale: 19. April

### Stabhochsprung
| Platz | Athlet            | Land | Höhe (m) |
| ----- | ----------------- | ---- | -------- |
| 1     | Jorge Haeberli    | ARG  | 3,70     |
| 2     | Julio Bertini     | ARG  | 3,60     |
| 3     | Humberto Giraldes | CHI  | 3,40     |

Finale: 16. April

### Weitsprung
| Platz | Athlet           | Land | Weite (m) |
| ----- | ---------------- | ---- | --------- |
| 1     | Óscar Alvarado   | CHI  | 6,69      |
| 2     | Julio Moreno     | CHI  | 6,65      |
| 3     | Valerio Vallanía | ARG  | 6,63      |

Finale: 17. April

### Dreisprung
| Platz | Athlet            | Land | Weite (m) |
| ----- | ----------------- | ---- | --------- |
| 1     | Luis Brunetto     | ARG  | 14,64     |
| 2     | Atilio Vicentini  | ARG  | 14,28     |
| 3     | Humberto Giraldes | CHI  | 14,07     |

Finale: 15. April

### Kugelstoßen
| Platz | Athlet           | Land | Weite (m) |
| ----- | ---------------- | ---- | --------- |
| 1     | Benjamín Acevedo | CHI  | 12,685    |
| 2     | Custodio Seguel  | CHI  | 12,25     |
| 3     | Luis Romana      | ARG  | 12,18     |

Finale: 14. April

### Diskuswurf
| Platz | Athlet               | Land | Weite (m) |
| ----- | -------------------- | ---- | --------- |
| 1     | Pedro Elsa           | ARG  | 38,56     |
| 2     | Héctor Benapres      | CHI  | 38,43     |
| 3     | David Martín Estévez | URU  | 37,30     |

Finale: 15. April

### Hammerwurf
| Platz | Athlet          | Land | Weite (m) |
| ----- | --------------- | ---- | --------- |
| 1     | Federico Kleger | ARG  | 46,69     |
| 2     | Pedro Goić      | CHI  | 45,74     |
| 3     | Ricardo Bayer   | CHI  | 45,70     |

Finale: 17. April

### Speerwurf
| Platz | Athlet            | Land | Weite (m) |
| ----- | ----------------- | ---- | --------- |
| 1     | Guillermo Newbery | ARG  | 53,98     |
| 2     | Custodio Seguel   | CHI  | 52,86     |
| 3     | Pedro Ceballos    | CHI  | 52,45     |

Finale: 17. April

### Zehnkampf
| Platz | Athlet          | Land | Punkte   |
| ----- | --------------- | ---- | -------- |
| 1     | Erwin Gevert    | CHI  | 6668,060 |
| 2     | Serapio Cabello | CHI  | 6410,070 |
| 3     | Carlos Japke    | CHI  | 6408,080 |

18. und 19. April

## Frauenwettbewerbe
Frauenwettbewerbe wurden bei der Südamerikameisterschaft erst ab 1939 ausgetragen.

## Medaillenspiegel
| Medaillenspiegel Endstand nach 22 Entscheidungen | Medaillenspiegel Endstand nach 22 Entscheidungen | Medaillenspiegel Endstand nach 22 Entscheidungen | Medaillenspiegel Endstand nach 22 Entscheidungen | Medaillenspiegel Endstand nach 22 Entscheidungen | Medaillenspiegel Endstand nach 22 Entscheidungen |
| Platz                                            | Land                                             | Gold                                             | Silber                                           | Bronze                                           | Gesamt                                           |
| ------------------------------------------------ | ------------------------------------------------ | ------------------------------------------------ | ------------------------------------------------ | ------------------------------------------------ | ------------------------------------------------ |
| 1                                                | Argentinien                                      | 14                                               | 7                                                | 3                                                | 24                                               |
| 2                                                | Chile                                            | 8                                                | 15                                               | 15                                               | 38                                               |
| 3                                                | Uruguay                                          | -                                                | -                                                | 1                                                | 1                                                |